# Expedition 8
L'Expedition 8 è stato l'ottavo equipaggio della Stazione spaziale internazionale.

## Equipaggio
| Ruolo             | Ottobre 2003 – Aprile 2004              |
| ----------------- | --------------------------------------- |
| Comandante        | Michael Foale, NASA Sesto volo          |
| Ingegnere di volo | Aleksandr Kaleri, Roscosmos Quarto volo |

## Parametri della missione
- Perigeo: 384 km
- Apogeo: 396 km
- Inclinazione: 51,6°
- Periodo: 1 ora e 32 minuti

- Aggancio: 20 ottobre 2003 - 7:15:58 UTC
- Sgancio: 29 aprile 2004 - 20:52:09 UTC
- Durata dell'attracco: 192 giorni, 13 ore, 36 minuti ed 11 secondi